# 見性寺 (豊岡市)
見性寺（けんしょうじ）は兵庫県豊岡市出石にある曹洞宗の仏教寺院。
創建から江戸時代前期までは独立寺院であったが、以降丹波の円通寺の末寺となった。創建時より踏襲している山門横の境内隅に建てられた櫓のような構造物から、城下における塞の役割を担っていたと考えられている。

## 文化財
豊岡市指定文化財
- 輪蔵経蔵 - 文政4年（1821年）建立、高さ約4メートル、一辺約1.3メートル、平面八角形寄棟造板葺、扉上部八面総漆仕上げ。-  1969年（昭和44年）6月3日指定
- 鐘楼 - 江戸時代の建立。-  1976年（昭和51年）3月31日指定
- 地蔵菩薩画像（室町）- 1989年（平成元年）3月23日指定

## 交通アクセス
- 山陰本線 豊岡駅・江原駅から全但バス「出石」行きで約25分、｢出石中学校前｣下車。徒歩2分。

## 周辺
- 豊岡市出石重要伝統的建造物群保存地区
  - 宗鏡寺
  - 願成寺